# Невля (пік)
62°32′18″ пд. ш. 59°43′47″ зх. д. / 62.5383° пд. ш. 59.7297° зх. д.

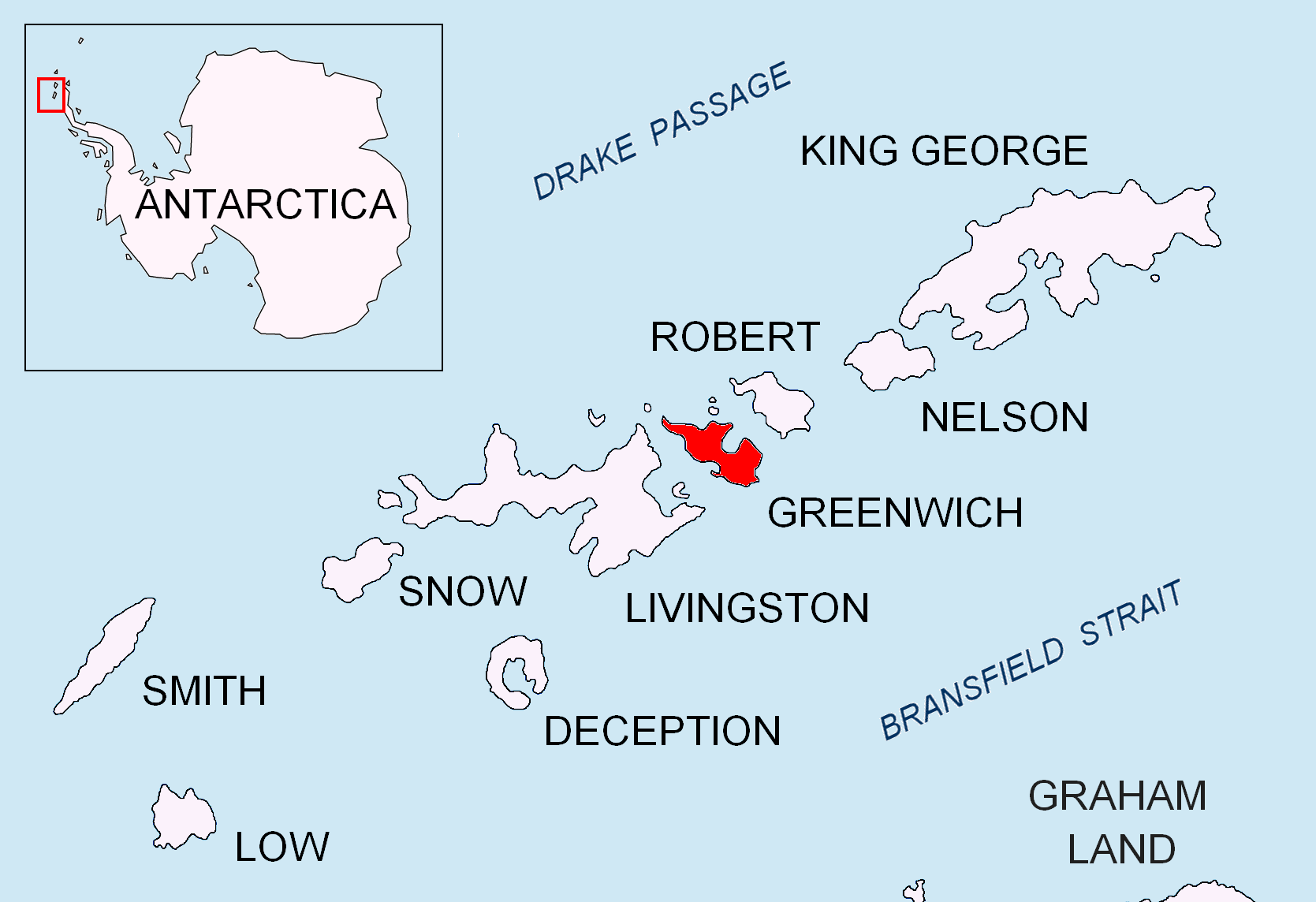
Розташування острова Гринвіч на Південних Шетландських островах.

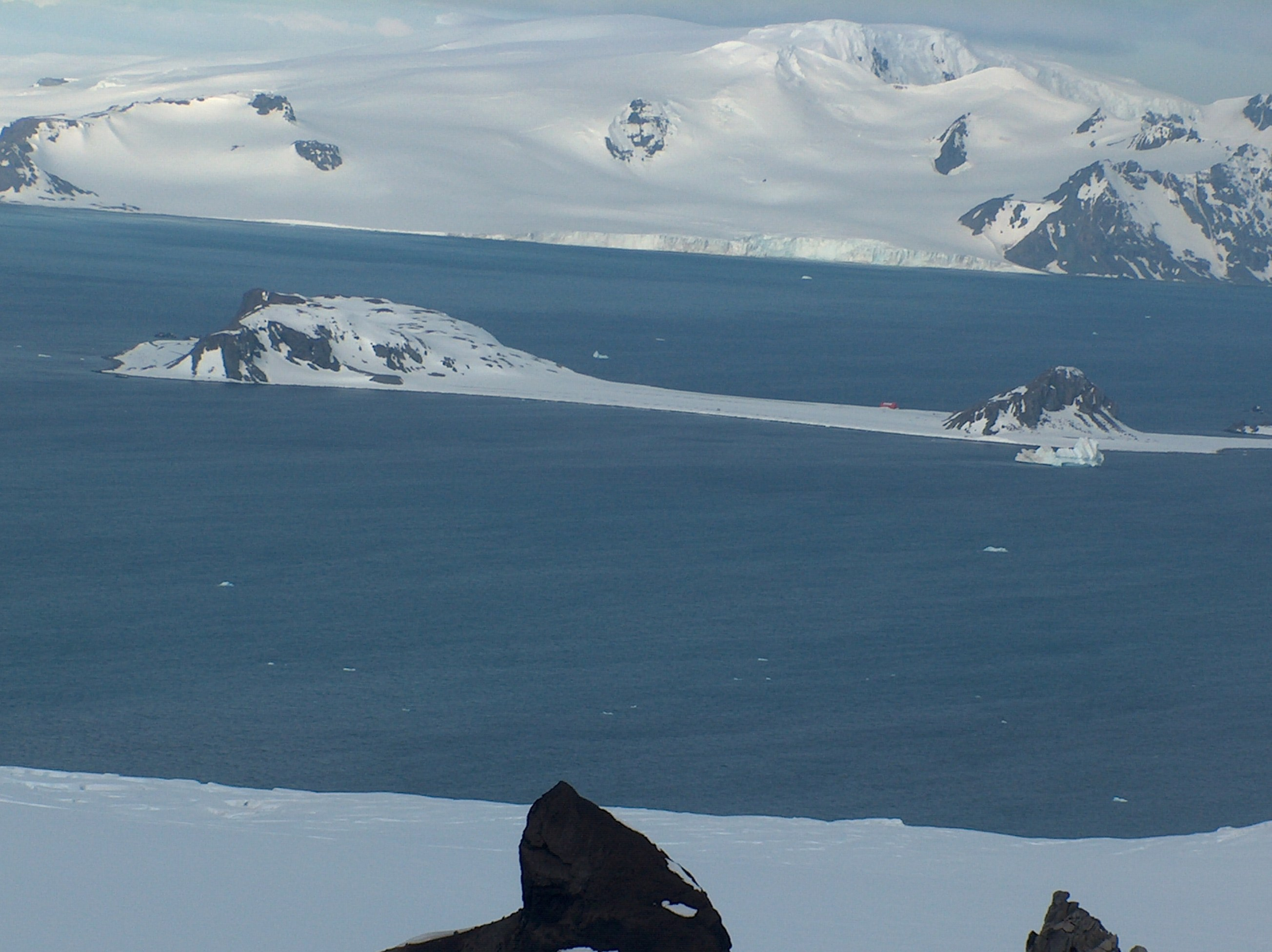
Пік Невля (з частково вільним від льоду південним схилом, що перевищує льодовик Вульфіла на центральному тлі) поблизу піку Равда, острів Лівінгстон.

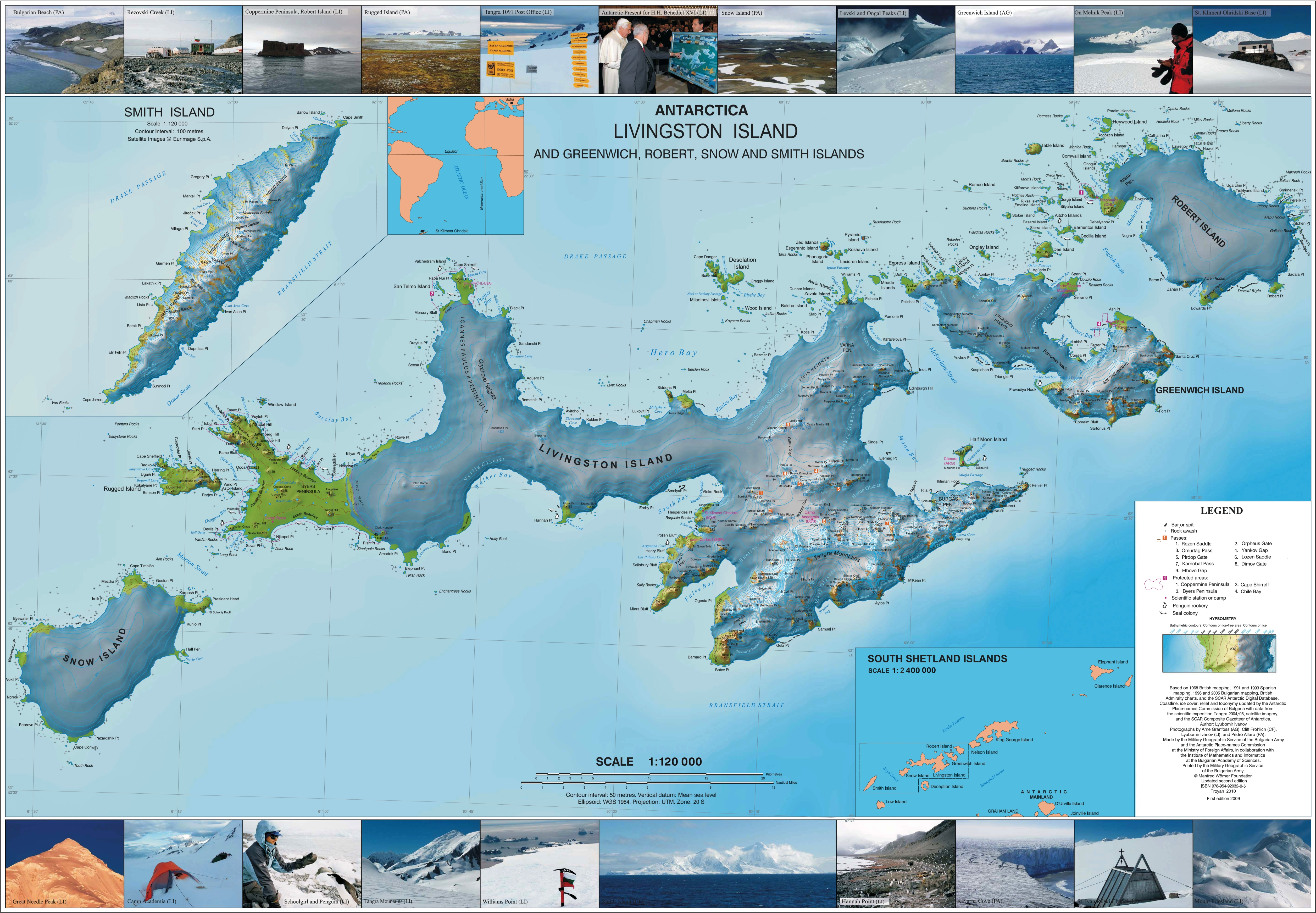
Топографічна карта островів Лівінгстон, Гринвіч, Роберт, Сноу та Сміт.

Пік Невля (болг. връх Невля, трансліт. vrah Nevlya, IPA: [ˈVrɤx ˈnɛvʎɐ]) - крижана вершина, що піднімається до 390 м у Брезникових висотах на острові Гринвіч на Південних Шетландських островах, Антарктида. Розташований 620 м на захід від піку Тертер, 1,64 км на північ-північний захід від вершини Єфрема Блафа, 1.15 км на схід-південний схід від вершини хребта Оборіще та 1,35 км на схід від Салаша Нунатака. З видом на льодовик Вульфіла на захід та південь.
Пік названий на честь поселення Дольна (Нижня) Невля на заході Болгарії . 

## Розташування
Пік Невля знаходиться за координатами 62°32′18″ пд. ш. 59°43′47″ зх. д. / 62.53833° пд. ш. 59.72972° зх. д. Болгарська топографічна зйомка Тангра 2004/05 та картографування у 2009 році.

## Мапи
Л. Л. Іванов. Антарктида: Острів Лівінгстон та Гринвіч, Роберт, Сноу та Сміт. [Архівовано 24 квітня 2008 у Wayback Machine.] Масштаб 1: 120000 топографічної карти. Троян: Фонд Манфреда Вернера, 2009.ISBN 978-954-92032-6-4

## Зовнішні посилання
- Пік Невля. [Архівовано 15 лютого 2020 у Wayback Machine.] Супутникове зображення Copernix

Ця статя містить інформацію з Антарктичної комісії з географічних назв Болгарії, яка використовується з дозволу.